# Винниця

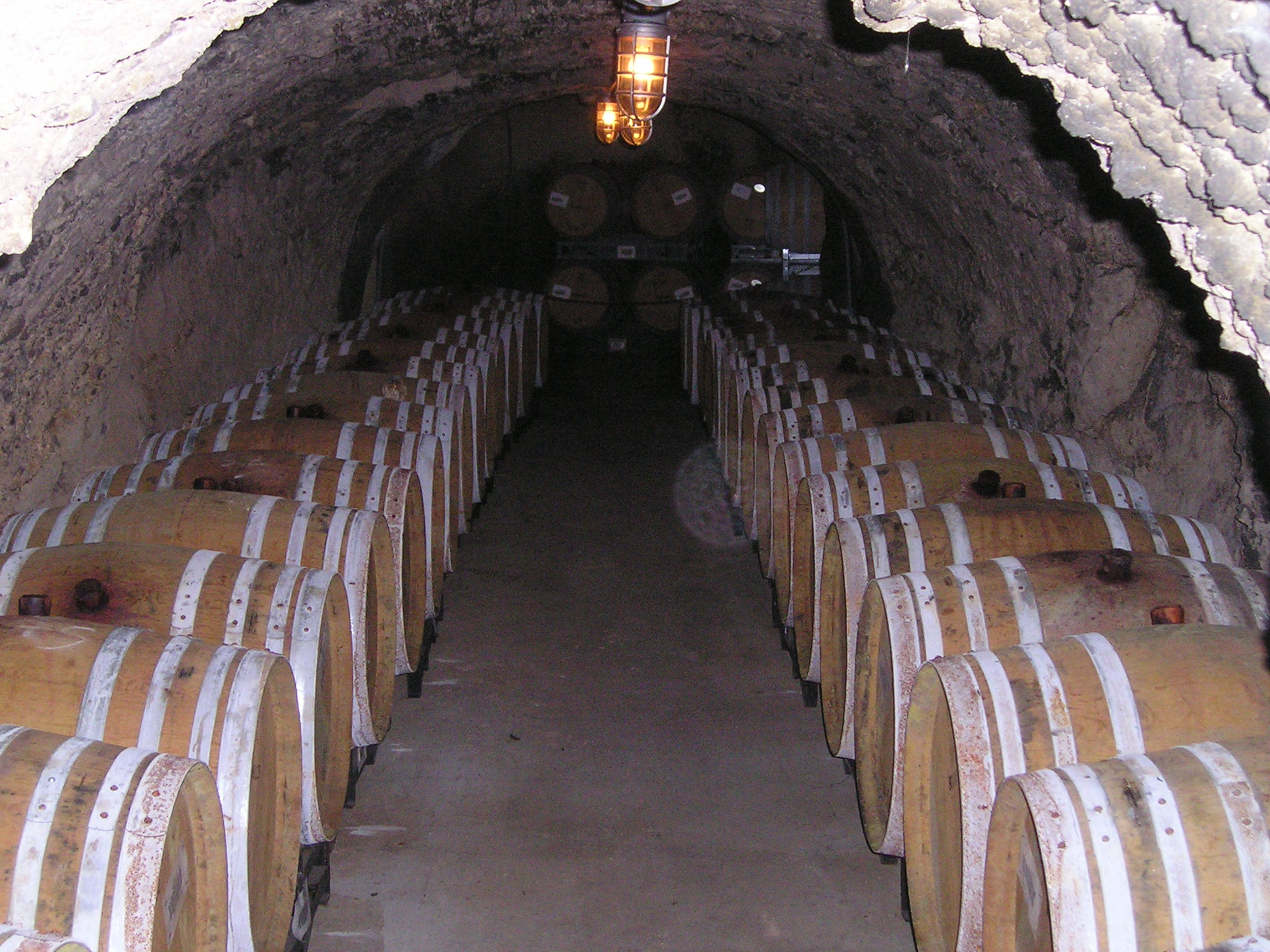
Ряди бочок під склепінням винниці

Ви́нниця, винний погріб, винний льох — погріб для зберігання вина. Тут воно може зберігатись у пляшках для вина, бочках, або ж рідше бутелях, амфорах чи пластикових посудинах. В активних винницях важливі чинники, такі як температура та ступінь вологості підтримуються за допомогою систем клімат-контролю. На противагу їм пасивні винніці таких систем не мають, а їх зазвичай будують під землею, щоб зменшити температурні коливання. Надземні винниці часто називають винними кімнатами (англ. wine room), тоді як маленькі винниці (до 500 пляшок) — винними шафами (англ. wine closet). Господарські приміщення у великих середньовічних будинках, де вино зберігали, за ним доглядали і звідти подавали до столу, називались в Англії словом buttery. Вік деяких великих винниць до 3700 років.